# Elisha Otis

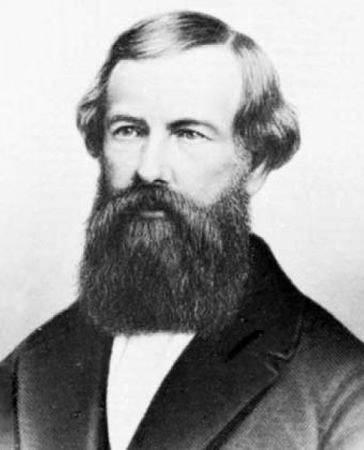
Elisha Graves Otis

Elisha Graves Otis (Halifax (Vermont), 3 augustus 1811 – 8 april 1861) was de uitvinder van de eerste lift met een valbeveiliging, die voorkwam dat de lift te pletter sloeg als de kabel mocht breken.
Otis demonstreerde zijn uitvinding in 1854 op het Crystal Palace in New York. Hij liet zijn toeschouwers huiveren toen hij opdracht gaf om de kabel, waaraan de constructie hing (en waarop hij stond), te laten doorhakken. Al na enkele centimeters te zijn gevallen kwam het tot stilstand. Zijn nieuwe revolutionaire idee had gewerkt. "All safe, gentlemen!", zou hij hebben geroepen.
In 1857 verkocht Otis de eerste personenlift aan een bedrijf in New York.
Na zijn dood in 1861 namen zijn zoons, Charles en Norton, het bedrijf over en richtten "Otis Brothers & Co" op. In 1873 hadden zij al 2000 liften geplaatst in kantoorgebouwen, warenhuizen en hotels. Vijftien jaar later introduceerden ze de eerste direct-aangedreven elektrische lift die een grote verbetering van het comfort voor de passagiers betekende. In 1898 kochten de broers veertien buitenlandse liftfabrikanten op, waardoor het bedrijf uitgroeide tot de Otis Elevator Company. Vijf jaar later introduceerden zij het liftontwerp dat wij nu nog kennen.
- Gemeinsame Normdatei: 1275015077
- International Standard Name Identifier: 0000 0001 2252 2588
- Library of Congress Control Number: no2012135297
- Nationale Bibliotheek van Polen: a0000003013414
- Union List of Artist Names: 500222267
- Virtual International Authority File: 172312611
- WorldCat: E39PBJtmpTbBQmrvGwgJwcvJXd